# Paslepa
Paslepa (szw. Pasklep) – wieś w Estonii, w prowincji Lääne, w gminie Noarootsi.